# 連稱
連稱（？—？），春秋時期齐国大夫，是連姓的始祖。

## 生平
齊襄公派连称與管至父戍守葵丘（今山東臨淄西），承諾到来年瓜熟时派人接替连称與管至父。連稱與管至父在葵丘防守時食瓜，想到襄公爽約，懷恨不已。连称有从妹在齐襄公的后宫，不得宠，襄公堂弟公孫無知说：“事情成功，我把你立为君夫人。”襄公十三年（前685年）連稱與管至父發動兵變，殺襄公，立公孫無知即位。大夫雍廩殺無知、連稱。立公子小白為君，即齊桓公。